# Sébastien Jouve
Sébastien Jouve, född den 8 december 1982 i Mont-Saint-Aignan, Frankrike, är en fransk kanotist.
Han tog bland annat VM-brons i K-1 200 meter i samband med sprintvärldsmästerskapen i kanotsport 2013 i Duisburg.